# Senefelderopsis
Senefelderopsis är ett släkte av törelväxter. Senefelderopsis ingår i familjen törelväxter.
Kladogram enligt Catalogue of Life:
| Senefelderopsis | \| \| Senefelderopsis chiribiquetensis \| \| \| \| \| \| Senefelderopsis croizatii \| \| \| \| |
|                 | \| \| Senefelderopsis chiribiquetensis \| \| \| \| \| \| Senefelderopsis croizatii \| \| \| \| |
|                 | Senefelderopsis chiribiquetensis                                                               |
|                 |                                                                                                |
|                 | Senefelderopsis croizatii                                                                      |
|                 |                                                                                                |